# Kevin Vallejos
Kevin Axel Vallejos Montenegro (Mar del Plata, Argentina; 8 de diciembre de 2001) es un artista marcial mixto argentino que compite en la división de peso pluma de Ultimate Fighting Championship (UFC).

## Carrera de artes marciales mixtas

### Amateur
Kevin Vallejos comienza su carrera amateur en las artes marciales mixtas el 22 de diciembre de 2018 con 17 años de edad, donde enfrenta a Juan López a quien derrota por nocaut técnico.
Vallejos tendría 3 peleas más en amateur en distintas organizaciones regionales de Buenos Aires, donde obtendría la victoria en cada una de ellas, todas por finalización, logrando un récord de 4-0.

### Carrera temprana
Hace su debut profesional con 20 años, el 4 de septiembre de 2021 donde enfrenta a Rocco Cena en el evento Supreme Warrior 6, a quien derrota por nocaut técnico en el segundo asalto.
Su siguiente pelea sería el 5 de diciembre de 2021 en Cobra Fighter 1, y se enfrentó a Matias Ponce, a quien derrotó por nocaut técnico en el primer asalto.
Por primera vez, Vallejos participaría en una pelea para la organización Samurai Fight House el 12 de febrero de 2022, donde se enfrenta a Lucas Miletich, a quien derrota por nocaut técnico en el primer asalto.
El 12 de marzo de 2022 se enfrenta a Jesus Ru en "CAM 7", a quien derrota por decisión unánime.

### Samurai Fight House
El 22 de mayo de 2022, Vallejos tiene su segunda pelea en Samurai Fight House (SFH) en el evento numerado N°4, donde enfrenta a Gabriel Vargas, a quien derrota por sumisión en el primer asalto.
El 19 de junio de 2022, enfrenta a Mauricio Flores en "Samurai Fight House 5", a quien derrota por nocaut técnico en el primer asalto.
El 15 de octubre de 2022 en el evento "Samurai Fight House 6", Vallejos tiene la primera oportunidad de ser campeón de peso gallo de la promotora. En esta ocasión enfrenta a Pablo Etelechea, a quien derrota por nocaut técnico en el primer asalto y consigue su primer cinturón profesional.
El 19 de noviembre de 2022 se enfrentaría a Emmanuel Vallejos en "Samurai Fight House 7", esta vez por el título interino de peso pluma de la promotora. Kevin gana el pelea por nocaut técnico en el segundo asalto.
Tan solo un mes después, el 16 de diciembre de 2022, Vallejos se enfrentaría a Nestor Machado para unificar el cinturón de peso pluma en el evento "Samurai Fight House 8". Vallejos derrota a Machado por decisión unánime.
El 11 de marzo de 2023, Vallejos enfrenta a Aldo Espíndola por el cinturón vacante de peso ligero, a quien derrota por nocaut técnico en el primer asalto.
El 13 de mayo de 2023, Vallejos defendería su cinturón de peso pluma ante Eduardo Garagorri, a quien derrota por nocaut técnico en el segundo asalto.
Tras estos grandes resultados, Vallejos fue invitado para participar en el Dana White's Contender Series y luchar por obtener un contrato para UFC.
El 5 de septiembre de 2023, Vallejos finalmente hace su participación en DWCS y enfrenta a Jean Silva, donde obtiene su primera derrota, por decisión unánime y no consigue su contrato con la compañía.
Luego de la derrota, Vallejos vuelve a sus origenes para volver a defender su cinturón de peso pluma, esta vez en contra de Maximiliano Perez, a quien derrota por sumisión en el tercer asalto.
El 2 de marzo de 2024 se enfrenta a Gonzalo Contreras, a quien derrota por nocaut técnico en el segundo asalto, consiguiendo su cuarta defensa de cinturón.

### Ultimate Fighting Championship (UFC)
Tras grandes dos combates anteriores y con un récord de 13 victorias y 1 derrota, Vallejos obtiene otra oportunidad para el Dana White's Contender Series 2024 y el 21 de septiembre enfrenta a Cam Teague, a quien derrota por nocaut técnico en el primer asalto. Sin dejar ninguna duda, Vallejos obtiene su contrato para la compañía.
El debut de Vallejos en UFC se hizo esperar hasta el 15 de marzo de 2025 para el evento UFC Fight Night: Vettori vs. Dolidze 2. Se enfrentó a Seung Woo Choi, a quien derrota por nocaut técnico en el primer asalto. 
El 2 de agosto de 2025 en UFC on ESPN 71, Vallejos se enfrenta a Danny Silva, a quien derrota por decisión unánime.

## Campeonatos y logros
- Samurai Fight House
  - Campeón de Peso Gallo de SFH
  - Campeón de Peso Mosca de SFH
  - Campeón de Peso Ligero de SFH

## Récord en artes marciales mixtas
| Récord profesional | Récord profesional | Récord profesional |
| 17 peleas          | 16 victorias       | 1 derrota          |
| ------------------ | ------------------ | ------------------ |
| Nocaut             | 11                 | 0                  |
| Sumisión           | 2                  | 0                  |
| Decisión           | 3                  | 1                  |

| Resultado | Récord | Oponente          | Método                                | Evento                                     | Fecha                   | Ronda | Tiempo | Localización            | Notas                                         |
| --------- | ------ | ----------------- | ------------------------------------- | ------------------------------------------ | ----------------------- | ----- | ------ | ----------------------- | --------------------------------------------- |
| Victoria  | 16–1   | Danny Silva       | Decisión (unánime)                    | UFC on ESPN: Taira vs. Park                | 2 de agosto de 2025     | 3     | 5:00   | Las Vegas, Nevada       |                                               |
| Victoria  | 15–1   | Seung Woo Choi    | TKO (overhand right & ground punches) | UFC Fight Night: Vettori vs. Dolidze 2     | 15 de marzo de 2025     | 1     | 3:09   | Las Vegas, Nevada       |                                               |
| Victoria  | 14–1   | Cam Teague        | TKO (punches)                         | Dana White's Contender Series 2024: Week 7 | 8 de marzo de 2025      | 1     | 2:23   | Las Vegas, Nevada       |                                               |
| Victoria  | 13–1   | Gonzalo Contreras | TKO (overhand right)                  | Samurai Fight House 15                     | 2 de marzo de 2024      | 2     | 4:23   | Buenos Aires, Argentina | Defendió el título de Peso Mosca de SFH.      |
| Victoria  | 12–1   | Maximiliano Pérez | Sumisión (rear-naked choke)           | Samurai Fight House 14                     | 22 de diciembre de 2023 | 3     | 1:30   | Buenos Aires, Argentina | Defendió el título de Peso Mosca de SFH.      |
| Derrota   | 11–1   | Jean Silva        | Decisión (unánime)                    | Dana White's Contender Series 2023: Week 5 | 5 de septiembre de 2023 | 3     | 5:00   | Las Vegas, Nevada       |                                               |
| Victoria  | 11–0   | Eduardo Garagorri | TKO (punches)                         | Samurai Fight House 11                     | 13 de mayo de 2023      | 2     | 3:15   | Buenos Aires, Argentina | Defendió el título de Peso Mosca de SFH.      |
| Victoria  | 10–0   | Aldo Espíndola    | TKO (ground & pound)                  | Samurai Fight House 10                     | 11 de marzo de 2023     | 1     | 2:23   | Buenos Aires, Argentina | Ganó el título vacante de Peso Ligero de SFH. |
| Victoria  | 9–0    | Nestor Machado    | Decisión (unánime)                    | Samurai Fight House 8                      | 16 de diciembre de 2022 | 3     | 5:00   | Buenos Aires, Argentina | Unificó el título de Peso Mosca de SFH.       |
| Victoria  | 8–0    | Emmanuel Vallejos | TKO (ground & pound)                  | Samurai Fight House 7                      | 19 de noviembre de 2022 | 2     | 1:04   | Buenos Aires, Argentina | Ganó el título interino de Peso Mosca de SFH. |
| Victoria  | 7–0    | Pablo Etelechea   | TKO (ground & pound)                  | Samurai Fight House 6                      | 15 de octubre de 2022   | 1     | 3:06   | Buenos Aires, Argentina | Ganó el título de Peso Gallo de SFH.          |
| Victoria  | 6–0    | Mauricio Flores   | TKO (ground & pound)                  | Samurai Fight House 5                      | 19 de junio de 2022     | 1     | 0:49   | Buenos Aires, Argentina |                                               |
| Victoria  | 5–0    | Gabriel Vargas    | Sumisión (rear-naked choke)           | Samurai Fight House 4                      | 22 de mayo de 2022      | 1     | 1:59   | Buenos Aires, Argentina |                                               |
| Victoria  | 4–0    | Jesus Ru          | Decisión (unánime)                    | CAM 7                                      | 12 de marzo de 2022     | 3     | 5:00   | Buenos Aires, Argentina |                                               |
| Victoria  | 3–0    | Lucas Miletich    | TKO (hook)                            | Samurai Fight House 3                      | 12 de febrero de 2022   | 1     | 4:08   | Buenos Aires, Argentina |                                               |
| Victoria  | 2–0    | Matias Ponce      | TKO                                   | Cobra Fighter 1                            | 5 de diciembre de 2021  | 1     | 0:39   | Buenos Aires, Argentina |                                               |
| Victoria  | 1–0    | Rocco Cenna       | TKO                                   | Supreme Warrior 6                          | 4 de septiembre de 2021 | 2     | 3:40   | Buenos Aires, Argentina |                                               |